# HBTQ-rättigheter i Georgien

Karta över Georgien färglagd med regnbågsflaggan.

Homosexuella, bisexuella, transpersoner och queera ( HBTQ) personer i Georgien möter betydande utmaningar som inte drabbar andra invånare. Georgien är ett av de postsovjetiska länder (tillsammans med Estland, Lettland, Litauen, Moldavien och Ukraina) som uttryckligen förbjuder diskriminering av alla HBTQ-personer i lagstiftningen. Sedan 2012 betraktas brott som begås med motiv kopplade till offrets sexuella läggning eller könsidentitet som en försvårande omständighet vid åtal.
Trots detta betraktas homosexualitet som ett allvarligt avsteg från de starkt traditionella ortodoxkristna värderingar som råder i landet, där offentliga samtal om sexualitet generellt ses i mycket negativ dager. Som en följd av detta är homosexuella ofta måltavlor för trakasserier och fysiskt våld, och inte sällan med aktiv uppmuntran från religiösa ledare.
År 2024 antog det georgiska parlamentet lagpaketet “Om familjevärderingar och skydd av minderåriga”, vilket innebar ett förbud mot “Homosexuell propaganda" i landet.

## Historik för samkönat sexuellt umgänge

### Före sovjettiden
Homosexuella handlingar har historiskt fördömts av den georgisk-ortodoxa kyrkan. Under 1100-talet, efter att Georgien befriats från seldjukiskt styre av kung David IV Byggaren, sammankallades ett kyrkomöte vid Ruisis katedral och Urbnisis kloster. Memorandumet från mötet innehöll en särskilt lång paragraf som fördömde sodomi och hävdade att sådant leverne "dragit ner persernas höga välde och romarnas eviga herravälde till vilddjurens nivå". På 1700-talet, under kung Heraklios II av Kartli-Kakheti, bestraffades homosexualitet med tortyr och avrättning.

### Under rysk och sovjetisk tid
När Georgien införlivades i det ryska imperiet på 1800-talet kom den ryska strafflagen att gälla även i Georgien. Enligt 1835 års lagar kunde homosexualitet bestraffas med att den dömde fråntogs alla rättigheter och förvisades till Sibirien; detta ändrades senare till fyra till fem års fängelse. Samtidigt finns forskning som antyder att homosexualitet tolererades inom kinto-gemenskapen i Tbilisi, särskilt bland armeniska handelsmän och underhållare, eftersom dessa betraktades som marginaliserade grupper och därför undgick myndigheternas kontroll.
Efter februarirevolutionen 1917 avskaffades den tsaristiska strafflagen, vilket innebar att homosexualitet tillfälligt blev lagligt. År 1924 återinfördes dock ett förbud mot homosexualitet i Georgien, trots att bolsjevikerna generellt hade en mildare inställning i frågan. Många i ledningen betraktade homosexualitet i Kaukasus som en följd av "kulturell efterblivenhet" och ansåg att ett förbud var nödvändigt för att främja socialistisk modernisering.[källa behövs]
På 1930-talet, i samband med att Stalin befäste sin makt, skärptes förbudet ytterligare. År 1933 infördes ett rikstäckande förbud mot manlig homosexualitet, med upp till fem års straffarbete som påföljd. Den officiella motiveringen till strafflagen byggde på dåtida sovjetisk medicinsk forskning som betraktade homosexualitet som en psykisk sjukdom.[källa behövs]

### Självständighet och avkriminalisering
Efter självständigheten från Sovjetunionen 1991 finns inga kända fall där paragrafen om sodomi använts mot politiska motståndare. Däremot avskaffades förbudet mot samkönat sexuellt umgänge inte förrän år 2000, som ett led i Georgiens strävan att leva upp till Europarådets och Europakonventionens krav. Åldern för sexuellt samtycke är idag 16 år, oavsett kön eller sexuell läggning.

## Samkönade relationer

### Civilrätt och grundlagen
Sedan 2018 definierar Georgiens grundlag att äktenskapet är en ”förening mellan en man och en kvinna i syfte att bilda familj”. Konstitutionen var däremot länge könsneutral, och angav endast att "äktenskap ska bygga på makarnas lika rättigheter och fria vilja". Denna skillnad väckte debatt om huruvida det fanns utrymme för att i framtiden erkänna samkönade äktenskap.

### Grundlagsreform 2013–2018
År 2013 föreslog politikern Giorgi Targamadze att konstitutionen skulle ändras så att den överensstämde med civillagens definition. Förslaget blev del av hans presidentvalskampanj, och följdes av liknande uttalanden från premiärminister Irakli Garibashvili år 2014, som hävdade att en ändring var nödvändig för att "undvika feltolkningar" av den föreslagna antidiskrimineringslagen.
Under perioden 2015–2017 lades flera förslag om konstitutionell ändring fram. Ett initiativ från den konservativa organisationen Georgia's Demographic Society XXI samlade 200 000 namnunderskrifter för en folkomröstning, men presidenten avslog begäran. Samtidigt lovade partiet Georgiska drömmen att driva igenom reformen om de vann valet 2016, vilket de gjorde.
Efter offentliga konsultationer antogs den konstitutionella ändringen i tre omgångar, och trädde i kraft efter presidentvalet 2018. Den fastställer att äktenskap endast kan ingås mellan en kvinna och en man i syfte att bilda familj.

### Registrerat partnerskap
Trots den restriktiva definitionen av äktenskap har flera organisationer, inklusive Georgiens ombudsman, föreslagit att samkönade par ska ges möjlighet till registrerat partnerskap. År 2017 uppmanade flera människorättsorganisationer regeringen att legalisera registrerade partnerskap. Året därpå hänvisade ombudsmannen till Europadomstolens dom i målet Oliari m.fl. mot Italien och betonade att icke-erkännande av samkönade relationer strider mot Europakonventionen om de mänskliga rättigheterna.

## Lagstiftning mot diskriminering och hatbrott

### Rättsligt ramverk
Sedan 2006 förbjuder artikel 2(3) i Georgiens arbetslag diskriminering på grund av sexuell läggning i arbetsanställningar. År 2012 infördes en ändring i strafflagens artikel 53, som innebär att brott som begås på grund av offrets sexuella läggning eller könsidentitet ska betraktas som försvårande omständigheter vid bedömning av påföljd.
Den 2 maj 2014 antog parlamentet en lag om förbud mot alla former av diskriminering. Den trädde i kraft den 7 maj samma år. Lagens första artikel slår fast att alla personer, bland annat oavsett sexuell läggning och könsidentitet, har rätt till likabehandling enligt georgisk lag.

### Tillämpning och kritik
Trots de formella lagarna finns det ingen officiell statistik över hatbrott som begås på grund av sexuell läggning eller könsidentitet. Flera studier och rapporter från människorättsorganisationer har visat att lagen är ineffektiv i praktiken. Många brott anmäls inte, och när de anmäls leder de sällan till åtal. En vanlig orsak till att brott inte anmäls är rädsla för homofob behandling från polisen samt upplevelsen att polisen inte tar sådana ärenden på allvar.

### Studier och statistik
En studie från 2012 av organisationen Women's Initiatives Supporting Group (WISG) visade att 32% av tillfrågade HBTQ-personer hade utsatts för fysisk våld minst en gång, och nästan 90% hade utsatts för psykiskt våld. Bland dem som utsatts för psykiskt våld hade över 70 % drabbats tre eller fler gånger. Av dem som utsatts för fysiskt våld hade 73 % aldrig anmält till polisen.
De vanligaste orsakerna till att inte anmäla var:
- rädsla för homofob behandling (29,7%)
- upplevd ineffektivitet hos polisen (21,6%)
- att polisen inte tog saken på allvar (21,6%)

Bland de som trots allt kontaktat polisen upplevde 46% att de bemöttes negativt, medan 30% uppgav att de möttes med vänlighet och 23% att bemötandet var neutralt.

## Transpersoners rättigheter
Sedan 2008 har transpersoner i Georgien haft möjlighet att ändra juridiskt kön och namn i officiella dokument, förutsatt att de genomgått könsbekräftande kirurgi. Diskriminering på grund av könsidentitet är förbjuden enligt lagen om förbud mot alla former av diskriminering.
Ett viktigt prejudikat kom den 31 mars 2021, då folkbokföringsmyndigheten i Tbilisi för första gången officiellt registrerade en transkvinna som kvinna i befolkningsregistret. Det markerade det första erkännandet av juridiskt könsbyte i landet på rättslig väg.

## Reproduktiva rättigheter och familjebildning

### Familjebildning
HBTQ-personer besitter inte  samma rättigheter som landets övriga befolkning vad gäller familjebildning. Georgisk lag förbjuder inte uttryckligen assisterad befruktning (IVF) för lesbiska kvinnor, men tillgången är mycket begränsad i praktiken. Det finns inga specifika bestämmelser som säkerställer jämlik tillgång till fertilitetsvård för samkönade par.
Surrogatmödraskap är tillåtet i Georgien, men endast för gifta heterosexuella par. Kommersiellt surrogatmödraskap är därför inte lagligt tillgängligt för samkönade manliga par, även om viss debatt har uppstått kring praxis där utländska par anlitat surrogatmödrar i Georgien.[källa behövs]
Adoption av barn av samkönade par är inte tillåten, varken som gemensam adoption eller som styvbarnsadoption. HBTQ-personer får dock adoptera som ensamstående, men även här kan diskriminering i praktiken förekomma om det framkommer att personen är HBTQ-person.

### Blodgivning
Homosexuella och bisexuella män har sedan juli 2017 möjlighet att donera blod i Georgien, efter att högsta domstolen upphävde ett tidigare förbud. I sitt utlåtande framhöll domstolen att dagens teknik enkelt möjliggör upptäckt av hiv/aids, vilket eliminerar behovet av ett sådant förbud. Det finns dock begränsad information om hur detta tillämpas i praktiken och om eventuella restriktioner förekommer.

## Offentlig opinion, aktivism och samhällsmotstånd

### Mänskliga rättigheter och civilsamhälle

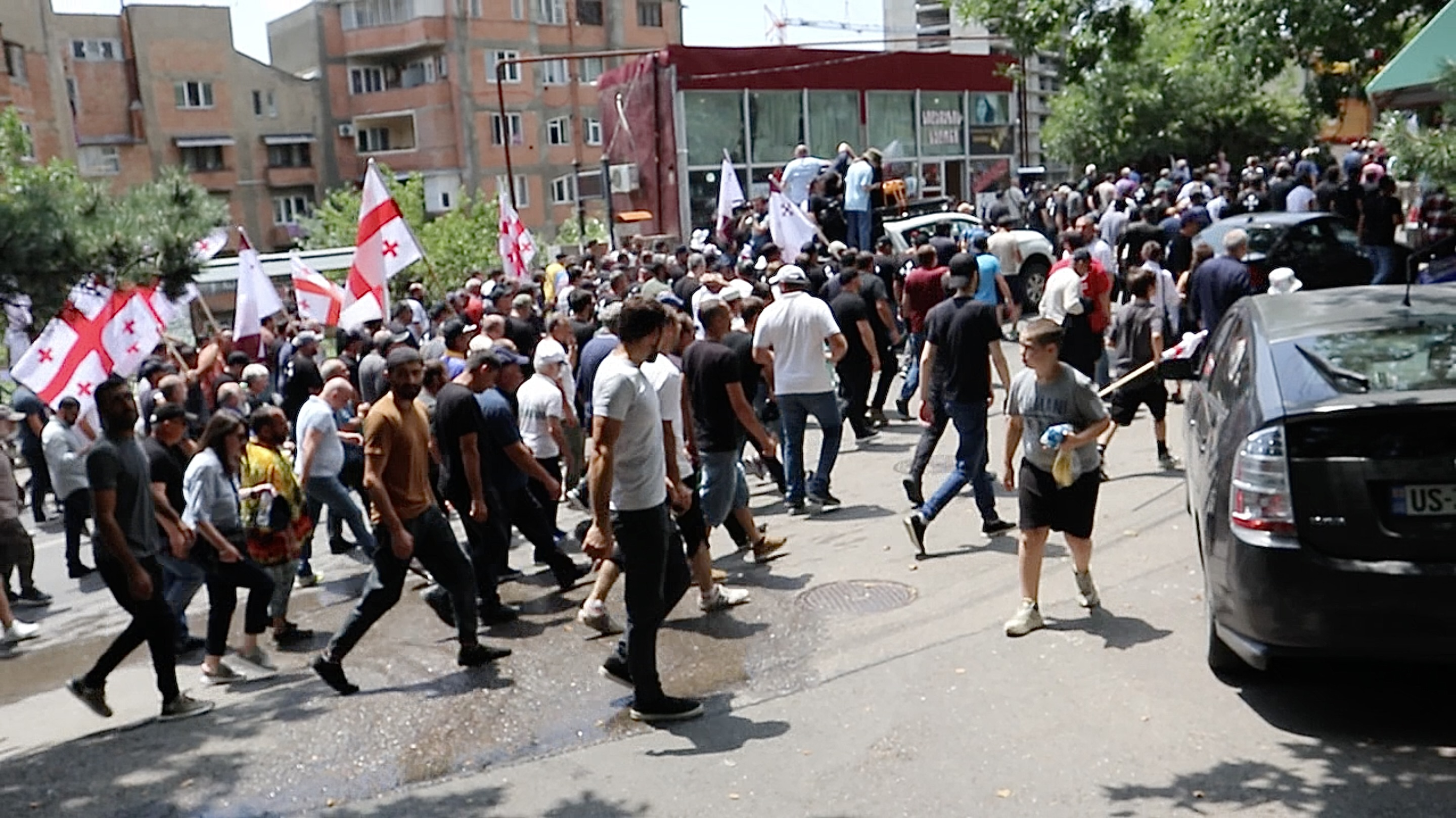
Motdemonstration mot Tblisi Pride 2023.

Georgien har flera HBTQ-organisationer, som Equality Movement, Tbilisi Pride och Women's Initiatives Supporting Group (WISG), som arbetar med opinionsbildning, rättsfall, och skydd av utsatta personer. Dessa organisationer har spelat en central roll i att driva rättighetsfrågor, trots kraftigt motstånd i samhället.

### Motstånd och våld
HBTQ-evenemang möter ofta stort motstånd och har återkommande behövs ställas in på grund av hot om våld. Pride-evenemang hindrades på grund av våldsamma attacker och hot 2012, 2013, 2021 och 2023. Ofta deltar religiösa ledare i att mobilisera demonstrationer mot sådana evenemang.

### Opinionsundersökningar
Den georgiska allmänheten är mycket konservativ i frågor om homosexualitet. Enligt en ISSP-studie från år 2021 ansåg 84% att sexuella relationer mellan två vuxna av samma kön är fel. World Values Survey 2022 visade att 91% ansåg att homosexualitet inte är acceptabelt. Detta är den högsta opinionssiffran i Europa.

### Lagstiftning mot "homosexuell propaganda"
År 2024 antog det georgiska parlamentet ett lagpaket under namnet "Om familjevärderingar och skydd av minderåriga". Det innefattade ett förbud mot så kallad "homosexuell propaganda", vilket innebär att det är förbjudet att sprida information som anses normalisera eller främja icke-heterosexuella relationer, särskilt i närvaro av minderåriga. Lagen har kritiserats hårt av internationella människorättsorganisationer.

## Internationell kritik och framtidsutsikter
Internationella organisationer såsom Europarådet, ILGA-Europe och Amnesty International har upprepade gånger uttryckt oro över situationen för HBTQ-personer i Georgien. Kritiken har främst rört bristen på rättsligt skydd, polisens oförmåga att hantera hatbrott, samt hoten mot yttrandefriheten i samband med prideevenemang.
EU har i sina framstegsrapporter för Georgien betonat vikten av skydd för minoriteter, inklusive HBTQ-personer, som en förutsättning för fortsatt integrationsprocess. Den ökande användningen av begrepp som "skydd för traditionella familjevärderingar" i lagstiftningen – som i lagen från 2024 som förbjuder så kallad "homosexuell propaganda" – har väckt farhågor om förstärkta inskränkningar i grundläggande friheter. Människorättsorganisationer har varnat för att denna typ av lagstiftning kan bidra till ytterligare marginalisering, våld och självcensur bland HBTQ-personer och aktivister.
Samtidigt växer också den organiserade HBTQ-rörelsen i styrka, med stöd från både inhemska aktörer och internationellt stöd. Framtiden för HBTQ-rättigheter i Georgien är därför oviss men långt ifrån statisk: landet befinner sig i ett spänningsfält mellan ett socialt konservativt mottryck och en långsamt växande samhällsmedvetenhet om sociala rättigheter.

## Framstående georgiska HBTQ-profiler
| Namn                | Anteckningar                                     |
| ------------------- | ------------------------------------------------ |
| Levan Akin          | georgisk-svensk filmskapare                      |
| George Arison       | georgisk-amerikansk affärsman                    |
| Vakhtang Chabukiani | Framstående georgisk koreograf och balettdansare |
| Davit Gabunia       | georgisk översättare och dramatiker              |
| Demna Gvasalia      | Georgisk modedesigner                            |
| Kesaria Abramidze   | georgisk modell                                  |

## Tabell över rättigheter
| Samkönade sexuella aktiviteter lagligt                                                         | (Sedan 2000)                     |
| Lika samtyckesålder (16)                                                                       | (Sedan 2000)                     |
| Yttrandefrihet                                                                                 | (Sedan 2024)                     |
| Diskrimineringsskydd i arbetslivet                                                             | (Sedan 2006)                     |
| Diskrimineringsskydd vid tillhandahållande av varor och tjänster                               | (Sedan 2014)                     |
| Diskrimineringsskydd inom övriga områden (inklusive indirekt diskriminering och hatpropaganda) | (Sedan 2014)                     |
| Förbud mot diskriminering på grund av könsidentitet                                            | (Sedan 2014)                     |
| Hatbrottslagstiftning som omfattar sexuell läggning och könsidentitet                          | (Sedan 2012)                     |
| Äktenskap mellan personer av samma kön                                                         | (Förbud I grundlagen sedan 2018) |
| Rättsligt erkännande av samkönade par                                                          | No                               |
| Styvbarnsadoption för samkönade par                                                            | No                               |
| Gemensam adoption för samkönade par                                                            | No                               |
| HBT-personer får tjänstgöra öppet i militären                                                  | Unknown                          |
| Rätt att ändra juridiskt kön                                                                   | (Sedan 2024)                     |
| Tillgång till in vitro-fertilisering för lesbiska kvinnor                                      | No                               |
| Förbud mot omvändelseterapi för minderåriga                                                    | No                               |
| Kommersiell surrogatmödraskap tillåtet för homosexuella män                                    | (Sedan 2024)                     |
| MSM får donera blod                                                                            | (Sedan 2017)                     |